# Длуґе-Парцеле
Длуґе-Парцеле (пол. Długie Parcele) — село в Польщі, у гміні Ізбиця-Куявська Влоцлавського повіту Куявсько-Поморського воєводства.
У 1975-1998 роках село належало до Влоцлавського воєводства.